# Ijan Torp
Ijan Torp (engl. Ian James Thorpe; Sidnej, 13. oktobra, 1982)  australijski je plivač.

## Biografija
Torp je jedan od najuspešnijih plivača svih vremena. U karijeri je osvojio pet zlatnih olimpijskih medalja i 11 naslova svjetskog prvaka.
Plivački svijet je zapanjio u dobi od 15 godina, kada je osvojio naslov svjetskog prvaka u disciplini 400 m slobodno na Svjetskom prvenstvu u Pertu 1998. godine. Time je postao najmlađi svjetski prvak u muškoj konkurenciji u individualnim disciplinama. Od tog trenutka Torp je u toj disciplini pobijedio na svim Olimpijskim igrama i Svjetskim prvenstvima sve do 2004. godine kada je nakon Atine uzeo pauzu. U karijeri je srušio i 13 svjetskih rekorda.
Nakon Igara u Atini 2004. godine najavio je pauzu, koja se neplanirano produžila zbog bolesti. Očekivani povratak nakon ozdravljenja ipak nije uslijedio, te je Torp 21. novembra 2006. godine objavio da prekida karijeru.

## Objavljeni radovi
- Thorpe, Ian; Wainwright, Robert, 1961– (2012). This is Me. Simon and Schuster Australia. ISBN 978-1-4711-0122-9.

## Spoljašnje veze
- Ijan Torp на веб-сајту
- Ian Thorpe biografija